# 楊元
楊元（？—1598年），明朝軍事人物。
1592年，壬辰倭亂爆發，楊元以副總兵的身份率領2000人，追隨總兵李如松進入朝鮮支援。他以左協大將的身份，指揮11000人參加平壤之戰，立下戰功。此後又在碧蹄館之戰中成功救出李如松。
1597年，丁酉再亂爆發，他率領3000名遼東騎兵進入朝鮮支援，隸屬於總兵麻貴之下。後被派去鎮守全羅道的南原城，强化該城的防禦體系。在南原之戰中，孤立無援的南原城遭到日本左軍的圍攻，最終陷落。明、朝鮮聯軍幾乎全軍覆沒，楊元僅携家丁一人逃脫。他因戰敗被問罪，斬首示眾於漢城南大門。後來朝鮮為了紀念他奪回平壤的功績，將他的畫像奉安於平壤西門外的武烈廟。